# 朗萊克 (明尼蘇達州)
朗萊克（英語：Long Lake）是一個位於美國明尼蘇達州亨內平縣的城市。

## 人口
根據2020年美國人口普查的數據，朗萊克的面積為21.71平方千米，當中陸地面積為20.73平方千米，而水域面積為0.98平方千米。當地共有人口1741人，而人口密度為每平方千米80人。